# 퍼기 피스

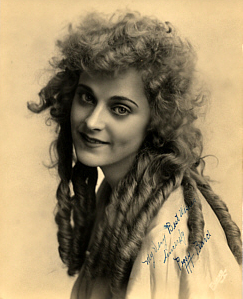

퍼기 피스(Peggy Pearce, 1894년 6월 4일 ~ 1975년 2월 26일)는 미국의 배우, 영화배우이다.
롱비치에서 태어났으며 로스앤젤레스에서 사망하였다.

## 영화
- 히스 버스티트 트러스트 (1916년)